# Elliot Williams
Pour les articles homonymes, voir Williams.

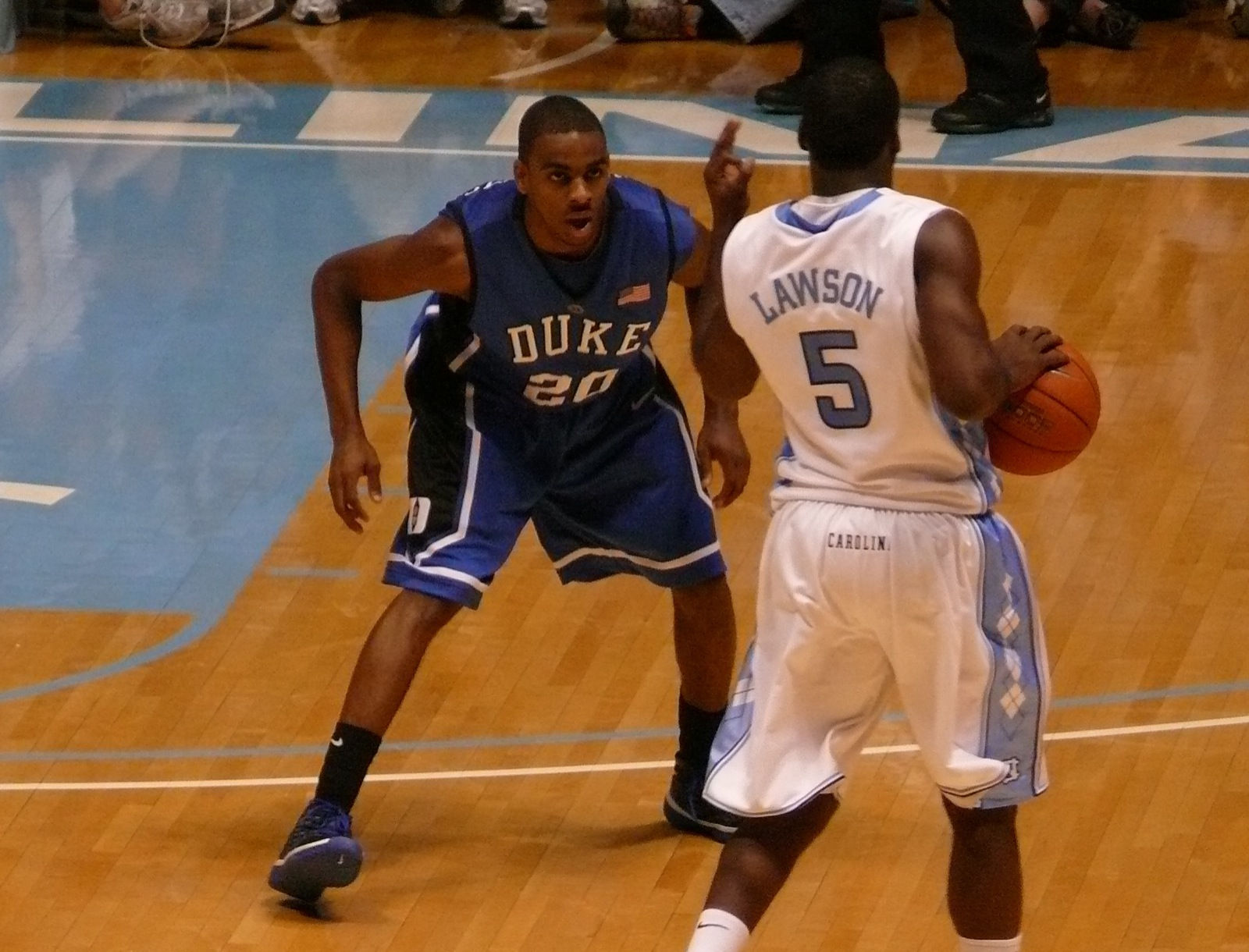
Elliot Williams vs Ty Lawson

Elliot Jerell Williams, né le 20 juin 1989 à Memphis, Tennessee est un joueur de basket-ball américain. Il évolue au poste d'arrière.

## Biographie
Il joue au niveau universitaire pour les Blue Devils de Duke pendant la saison 2008-2009 puis rejoint les Tigers de Memphis.
Il se présente à la Draft 2010 de la NBA et est sélectionné en 22e position par les Trail Blazers de Portland. Il participe aux matchs de présaison puis se blesse et doit subir une intervention chirurgicale au genou qui lui fait manquer la saison NBA 2010-2011. Williams manque aussi une bonne partie de la saison 2011-2012 après s'être déplacé le genou durant un entraînement en mars. Williams participe à 24 rencontres au cours de cette saison avec une moyenne de 3,7 points par match. Williams manque l'ensemble de la saison 2012-2013 à cause d'une blessure au tendon d'Achille.
En septembre 2013, il signe avec les Cavaliers de Cleveland. Le 25 octobre, il est coupé par les Cavaliers.
Le 20 novembre 2013, il signe avec les Sixers de Philadelphie. Le 5 janvier 2014, il est envoyé chez les 87ers du Delaware en D-League. Le lendemain, il est rappelé dans l'effectif des Sixers. Le 27 octobre 2014, il est coupé par les Sixers.
Le 1er novembre 2014, il est sélectionné par les Warriors de Santa Cruz en 2e position de la D-League draft 2014.
Le 7 janvier 2015, il signe un contrat de dix jours avec le Jazz de l'Utah. Le 17 janvier, il signe un second contrat de dix jours avec le Jazz mais il n'est pas conservé à la fin de celui-ci. Le 27 janvier 2015, il retourne aux Warriors de Santa Cruz.
Le 4 février 2015, il est nommé dans l'équipe Futures All-Star pour le NBA D-League All-Star Game 2014. Ce même jour, il signe un contrat de dix jours avec les Hornets de Charlotte. Le 10 février 2015, il est libéré par les Hornets sans avoir joué un match avec eux et retourne aux Warriors de Santa Cruz.
Le 4 mars 2015, il signe un contrat de dix jours avec les Pelicans de La Nouvelle-Orléans. Le 14 mars 2015, il signe un second contrat de dix jours avec les Pelicans. Le 24 mars 2015, à la fin de son contrat, il n'est pas conservé par les Pelicans. Le 26 mars 2015, il repart chez les Warriors de Santa Cruz. Le 26 avril 2015, il remporte son premier titre de champion de D-League en remportant la finale deux matches à zéro contre les Mad Ants de Fort Wayne. Il reçoit le titre de MVP des finals de D-League.
Le 27 juillet 2015, il signe avec les Hornets de Charlotte pour participer à leur camp d'entraînement.
En février 2016, Williams rejoint le Panathinaïkos, club grec de première division.